# Cas instrumental comitatiu
El cas instrumental comitatiu és un cas gramatical que en hongarès conté el cas instrumental i el cas comitatiu al mateix temps.
Es pot referir a l'instrument de l'acció (ex:amb un ganivet) i a la persona en companyia de la qual es duu a terme l'acció (ex:amb la família), així com altres significats (temporal, modal…)